# Jad Tabet
 (avril 2018).
Jad Tabet est un architecte-urbaniste franco-libanais né en 1944. Il est un acteur engagé dans les combats de la société civile au Liban, notamment pour la défense du patrimoine naturel et urbain. De 2017 à 2021, il a été président de l'Ordre des ingénieurs et architectes de Beyrouth.

## Famille et formation
Né en 1944 à Beyrouth, il est le fils d'Antoun Tabet (d), lui-même architecte reconnu dans son pays, et l'un des fondateurs de l'Ordre des ingénieurs et architectes de Beyrouth en 1950, avec Joseph Naggear. Jad Tabet, diplômé de l'Université américaine de Beyrouth en 1969, entame sa carrière au Liban avant de devoir s'exiler en France pendant la guerre civile libanaise. Il est le beau-frère de l'écrivain et académicien Amin Maalouf.

## Carrière française
Il fonde en 1992 à Paris avec son frère Sami l’Atelier J. et S. Tabet d’architecture et d’urbanisme SARL.
Leurs réalisations comprennent des logements, notamment pour des bailleurs sociaux (par exemple la Maison des Babyagas à Montreuil), des équipements (rénovation extension de l’École Boulle à Paris), des foyers universitaires comme la résidence Lila, dans le 19ème arrondissement à Paris, qui dépend de la Cité internationale universitaire de Paris.

### Prix
En 2014, l'Atelier J. et S. Tabet d’architecture et d’urbanisme a reçu la médaille du Logement de l'Académie d'architecture.

## Activités professionnelles au Liban
Avant son exil en France, Jad Tabet a été associé à l'architecte Rahif Fayad. À partir de 1991, le pays commence sa reconstruction, dont il devient un observateur critique. Il accepte plusieurs missions d'urbanisme, notamment le schéma directeur des souks du centre-ville de Beyrouth (1994), dans le but de "sauver ce qui pouvait encore l'être". Ensuite, il travaille sur un projet sur la reconstruction du village de Salima dans le Mont-Liban et un projet sur le réaménagement de la vieille ville de Tripoli, au Liban Nord. Ces deux derniers projets sont menés en association avec l'architecte et urbaniste Habib Debs.
Très attentif aux enjeux du patrimoine architectural moderne, il réalise aussi, toujours en association avec Habib Debs, la rénovation de deux établissements scolaires construits à Beyrouth par Michel Écochard, le Grand Lycée franco-libanais et le Collège Protestant.

## Militant de la société civile libanaise
Très critique à l'égard des projets de reconstruction du centre-ville de Beyrouth en 1990-91, il entreprend de mobiliser des architectes et des intellectuels libanais pour mettre en évidence les abus juridiques, économiques et politiques qu'entrainent les projets de Rafiq Hariri. Il écrit dans la presse, organise plusieurs conférences au Liban (notamment le colloque du Carlton, cf. bibliographie) et en France. 
Jad Tabet contribue dans ce contexte, en 1992, à la création de l'association Patrimoine sans frontières.
En 2001, Ghassan Salamé alors ministre de la Culture du Liban, nomme Jad Tabet comme expert au Comité du patrimoine de l'UNESCO.
Durant ces années, il est très proche de Assem Salam, qui fut son professeur d'architecture à l'AUB, et qui est lui aussi très impliqué dans la critique de la reconstruction de Beyrouth. En 1996, Assem Salam est élu à la tête de l'Ordre des ingénieurs et architectures. Sous sa présidence cette institution redevient l'un des grands lieux de débat et de réflexion sur l'urbanisme au Liban. L'ordre renoue ainsi avec sa vocation des années d'avant la guerre civile libanaise. Jad Tabet a consacré un texte, avec Nabil Beyhum, à l'histoire et à la sociologie des ingénieurs et architectes libanais, dans lequel il souligne en particulier le rôle politique central de l'Ordre des ingénieurs de Beyrouth,.

En 2017, Jad Tabet est élu président de l'Ordre des ingénieurs et architectes de Beyrouth. Il est de ce fait président de l'Ordre des ingénieurs et architectes du Liban (qui regroupe l'ordre de Beyrouth et celui du Tripoli). Son élection est porté par le mouvement Naqabati (Mon ordre ou mon syndicat). Cette campagne s'inscrivait dans la continuité de la campagne Beirut Madinati (Beyrouth ma ville) pour les élections municipales 2016, qui a rassemblé 32% des voix et a menacé l'alliance des partis politiques dominants dont les pratiques et les orientations sont fortement dénoncés par les activistes de la société civile. Celle-ci appelle à la fin de la corruption, notamment dans le domaine immobilier, et à répondre aux besoins quotidiens des habitants de Beyrouth : logement, espaces verts, transports, accès au littoral.
Dans ses fonctions de président de l'Ordre, Jad Tabet combat notamment le projet de résidence balnéaire Eden Beach, construction illégale sur l'unique plage publique de Beyrouth, Ramlet el-Baida. Malgré le rapport négatif qu'il écrit pour les autorités, le projet finit néanmoins par être construit.[réf. nécessaire]
Alors que son mandat aurait dû s'achever en avril 2020, la pandémie de COVID oblige à reporter les élections. Son mandat est prolongé jusqu'en juillet 2021. De ce fait, Jad Tabet est encore président de l'Ordre des ingénieurs et architectes lorsque survient l'explosion du 4 août dans le port de Beyoruth. Alors que l'Etat et ses institutions, paralysés par la crise politique que traverse le pays, restent en retrait, la société civile se mobilise pour nettoyer les ruines et mener les premières réparations. Sous son initiative, l'ordre coordonne le premier bilan détaillé des dégâts dans la zone la plus touchée. Jad Tabet pilote, avec les représentants de plusieurs institutions universitaires, la rédaction de la Déclaration urbaine de Beyrouth, une charte pour la reconstruction de la ville.

## Historien de l'architecture et de la ville de Beyrouth
Après l'invasion israélienne de Beyrouth en 1982, Jad Tabet commence à écrire sur la ville. Il s'agit de textes courts, souvent liés à des interventions publiques, en français, anglais ou arabe. Son texte de 1991, « La ville imparfaite »  est un texte fondateur qui inspire de très nombreux étudiants dans les années suivantes, alors que la reconstruction de Beyrouth et son histoire urbaine suscitent de multiples travaux. Tabet dirige et co-écrit en 2001 Portrait de ville : Beyrouth dans la collection de l'Institut français d'architecture, à l'occasion de l'organisation par le Liban du Sommet de la Francophonie. La même année, il coordonne le recueil Beyrouth, la brûlure des rêves pour les Éditions Autrement, au ton nostalgique. 
Il publie par la suite encore plusieurs autres textes sur l'architecture et l'histoire de la ville de Beyrouth et plus largement au Liban.

En 2023, il publie en arabe Le Liban des commencements dans la biographie d’un intellectuel moderne : voyages à travers la culture, l’architecture et la politique avec Antoine Tabet et ses compagnons, dans lequel il revient sur les engagements professionnels et politiques de son père Antoine Tabet, tout en faisant plus largement le portrait d'une génération et d'un moment singulier de l'histoire du Liban. Selon la critique littéraire Nayla Tamraz dans L'Orient littéraire, "C’est donc un opus qui tient à la fois du traité d’architecture, du livre d’histoire et de l’objet littéraire que nous livre Jad Tabet pour brosser la fresque d’une époque, de l’émergence d’un monde à son extinction".

## Enseignement
Jad Tabet enseigne au début des années 1990 à l'Atelier d'architecture Villes d'Orient, à l'École d'architecture de Belleville.
Il enseigne de 2010 à 2016 au sein de l'École des affaires internationales à Sciences Po Paris.